# FN SCAR
FN SCAR (англ. Special Operations Forces Combat Assault Rifle — бойова штурмова гвинтівка для сил спеціальних операцій) — збройова система, розроблена американським підрозділом бельгійської компанії FN Herstal для участі в конкурсі на створення нового автомата для бійців US SOCOM у 2003 році.
У грудні 2004 року дана система була оголошена переможцем конкурсу, і в цей час гвинтівки надходять на озброєння рейнджерів США.

## Опис
Основа автоматики SCAR — газовий замок з коротким ходом окремого від затворної рами газового поршня. Верхня половина ствольної коробки виконана з алюмінію, нижня — з полімеру. Змінні стволи кріпляться до верхньої половини двома поперечними болтами. Запобіжник-перемикач режимів стрільби виведений на обидві сторони зброї, режими стрільби — поодинокими і безперервними чергами. По обидві сторони верхньої частини ствольної коробки є вирізи для установки рукоятки зведення затвора. Кнопка фіксатора магазина також продубльована. Пластиковий приклад складається вбік, а також регулюється по довжині. Додатково може встановлюватися 40-мм підствольний гранатомет або передня рукоятка.

## Варіанти
До складу системи входять:
- Mk 16 Mod 0, SCAR-L (англ. Light — легкий) — автомат калібру 5,56 НАТО, призначений для заміни М4 і M16.
- Mk 17 Mod 0, SCAR-H (англ. Heavy — важкий) — гвинтівка калібру 7,62 НАТО, призначена для заміни M14 і Mk. 11). Для Mk.17 передбачена можливість використання патронів калібру 7,62 × 39 мм після заміни деяких компонентів.
- Mk 13 Mod 0 або FN40GL — гранатомет, може використовуватися як підствольний для обох варіантів, а також як самостійна зброя (при установці на спеціальний модуль, що має приклад і пістолетну рукоятку)[9].

Обидва варіанти FN SCAR можуть мати три різних конфігурації, різняться довжиною ствола:
- CQC (Close QuartersCombat — варіант для ближнього бою)
- STD (Standard — стандартний варіант)
- SV (Sniper Variant — снайперський варіант).

Зміна ствола можлива силами самого бійця за кілька хвилин при використанні мінімуму інструментів (взаємозамінність деталей становить близько 90 %).

## Оператори
- Бельгія
- Боснія і Герцеговина
- Бутан
- Велика Британія
- Гондурас
- Грузія
- Індія
- Італія
- Кенія
- Литва
- Малайзія
- Непал
- Німеччина
- Перу
- Південна Корея[10]
- Польща
- Сербія
- США
- Таїланд
- Туреччина
- Україна: в 2022 році, під час російського вторгнення в Україну, певна кількість SCAR-L були прийняті на озброєння батальйону імені Кастуся Калиновського[11] і сформованого в травні 2022 року підрозділу «АЗОВ-Харків»[12]. Також SCAR-L знаходиться на озброєнні РДК[13]
- Філіппіни
- Фінляндія
- Чилі
- Японія

## FN SCAR у масовій культурі

### У кінематографі
- Мумія — SCAR-L використовують американські солдати.

### У музиці
- Гурт Surface Tension - пісня "Марічка"

### У відеоіграх
- Payday 2 — SCAR-H у грі називається Eagle Heavy (укр. Важкий Орел). Автомат доступний для гравців, які купили DLC Gage Weapon Pack #1 або Payday 2: Ultimate Edition в Steam.
- Killing Floor та Killing Floor 2 — в обох іграх присутня SCAR-H як найпотужніша штурмова гвинтівка. В Killing Floor зброя називається SCARMK17.
- Left 4 Dead 2 — SCAR-L у грі називається просто Assault Rifle (укр. Штурмова Гвинтівка). Ігровий варіант може вести вогонь лише фіксованими чергами по 3 кулі.
- PlayerUknown's Battlegrounds — SCAR-L є одною з 6 штурмових гвинтівок у грі, одна з найпопулярнішої зброї у грі.
- ARMA 2 Ace Mod — є багато модифікацій MK16 та MK17.
- Fortnite — у грі називається Assault Rifle (штурмова гвинтівка), зустрічається тільки епічної і легендарної рідкості.
- Counter Strike  - SCAR-20 — автоматична снайперська гвинтівка, придбати можливо тільки граючи за сили ССО